# 해주 청성묘
해주 청성묘(海州 淸聖廟)는 황해남도 해주시 수양산 기슭 태백산성 내에 있던 옛 사우이다. 수양사(首陽祠) 또는 이제사(夷齊祠), 청성사(淸聖祠)라고도 불렸다.
1687년(숙종 13년)에 백이숙제를 모시기 위해 지어졌고, 원래 이름은 이제묘(夷齊廟)이다. 1701년 청성묘라는 어필(御筆) 편액을 받았다.

## 같이 보기
- 백이와 숙제